# Símbols de l'Alqueria d'Asnar
L'escut i la bandera de l'Alqueria d'Asnar són els símbols representatius oficials de l'Alqueria d'Asnar, municipi del País Valencià, a la comarca del Comtat.

## Escut heràldic
L'escut oficial té el següent blasonament:
| « | Escut quadrilong de punta redona, partit. Al primer quarter, en camper d'atzur, tres cases d'argent ben ordenades, maçonades i aclarides de sable. Al segon quarter, en camper d'or, un arbre de sinople amb dos lleons de gules acostats sobre el tronc. Per timbre, una corona reial oberta. | » |

## Bandera
La bandera oficial té la següent descripció:
| « | Bandera de proporcions 2:3. De groc o daurat, un arbre verd amb dos lleons de gules acostats sobre el tronc, perfilades de blau turquesa amb deu cases d'argent o gris perla, distribuïdes simètricament. | » |

## Història
L'escut fou aprovat per Resolució de 24 de febrer de 1995, del conseller d'Administració Pública, publicada en el DOGV núm. 2.464, de 7 de març de 1995.
La bandera fou aprovada per Resolució de 23 de gener de 2004, del conseller de Justícia i Administracions Públiques, publicada en el DOGV núm. 4.686, de 6 de febrer de 2004.
Les cases són un senyal parlant al·lusiu a l'antiga alqueria musulmana que forma part del nom del municipi. L'altra part del topònim, el llinatge Asnar, antics senyors del poble, està representada per les seves armories, que ocupen la segona partició de l'escut i el centre de la bandera.